# Chuan-Chih Hsiung
Chuan-Chih Hsiung, nato Xiong Quanzhi (熊全治S, Xióng QuánzhìP; Nanchang, 15 febbraio 1915 – Needham, 6 maggio 2009), è stato un matematico, divulgatore scientifico, docente universitario e geometra differenziale cinese naturalizzato statunitense.
È stato professore emerito di matematica presso l'Università di Lehigh, a Bethlehem (Pennsylvania). È stato, inoltre, fondatore e capo-redattore della Journal of Differential Geometry, rivista scientifica a revisione paritaria.

## Ricerca
Nei primi anni, focalizzò la sua ricerca sulla geometria proiettiva. I suoi interessi si espansero dopo il suo periodo di ricerca ad Harvard, includendo le varietà riemanniane con bordo a due dimensioni, problemi di trasformazione conforme, varietà complesse, ecc.

## Opere
- C.C. Hsiung, A first course in differential geometry, New York, John Wiley and sons, 1981,  p. 343, ISBN 0471079537.
- C.C. Hsiung, Almost complex and complex structures, Singapore, World Scientific, 1995,  p. 310, ISBN 9810217129.
- C.C. Hsiung, Selected papers of Chuan-Chih Hsiung, River Edge, New Jersey, World Scientific Publishing Co., Inc., 2001.